# Jacobo Zóbel de Sangróniz
Jacobo Zóbel y Zangróniz (Manila, 12 de octubre de 1842 - 6 de octubre de 1896 ) fue un farmacéutico, numismático y alcalde de Manila.

## Biografía
Era hijo del farmacéutico alemán Jacobo Zobel y Hirsch (1815-1866) y María Ana Zangróniz y Arrieta (1818-1848), hija de un juez de la Real Audiencia. Su padre fue uno de los farmacéuticos alemanes establecidos en Manila.
En 1848 estudió en Hamburgo con el Dr. Brandmann. De 1852 a 1858 estudió en el Johanneum Public de Hamburgo. Después se licenció en ciencias en la Universidad de Madrid (1864) y se interesó por la medicina, la química y la arqueología. Sabía hablar 11 idiomas y se hizo amigo en Madrid del numismático Antonio Delgado, quien le aconsejó sobre el estudio de las monedas antiguas. Fruto de su interés fue su monografía Memoria sobre las monedas libiofenicias o teudetanas .
Regresó a Manila para asumir la gestión de los laboratorios farmacéuticos de la familia. De ideología liberal, acogió con satisfacción el nombramiento de Gobernador General Carlos de la Torre. Fue miembro de la Junta Municipal de Manila y concejal municipal hasta diciembre de 1872 y de la Sociedad Económica de Amigos del País. Durante su mandato se introdujeron reformas liberales: escuelas públicas, actividades de plantación de árboles, y reclamaron representación en las Cortes españolas. También abrió la primera Sala de Lectura Pública y la Biblioteca.
Tras el motín de Cavite de 1872 se volvió sospechoso para las autoridades españolas y en 1874 fue encarcelado unos meses en el Fuerte de Santiago acusado de sedición por posesión de armas de fuego y panfletos revolucionarios. Fue liberado gracias a las gestiones de Otto von Bismarck. En 1875 se casó con Trinidad Roxas de Ayala (1856-1918) y viajaron de luna de miel a Japón, San Francisco y a Europa, donde nacieron sus hijos. Decidieron vivir un tiempo en España para estudiar los sistemas de transporte en Europa. Retomando su investigación numismática, publicó Estudio histórico de la moneda antigua española desde su origen hasta el imperio romano (1878).
En 1878 fue elegido académico de la Real Academia de la Historia, pero no tomó posesión, y finalmente en 1892 pasó a la clase de correspondientes.
Hacia 1880 regresó a Manila, donde fue representante de Eiffel y Co de París y construyó el Puente Ayala. De 1876 a 1891 fue socio de Ayala y Cía (antes Roxas y Cía). En 1885, creó los primeros tranvías propulsados a vapor en Manila, la línea de Manila-Tondo, que se extendió a Malabon. Su socio financiero era el banquero español Adolfo Bayo y su socio local fue uno de los filipinos más ricos, Gonzalo Tuason. Finalmente se construyó otras líneas de tranvía tirados por caballos en Manila y alrededores (Malate, Sampaloc y Tondo). Fue nombrado miembro del Consejo de Administración por el Rey de España en 1882. También fue miembro consiliario de Banco Español Filipino y secretario de la Cámara de Comercio de Manila.
Recibió numerosos premios, como la Real Orden Americana de Isabel la Católica en 1880, la Orden de Carlos III, y la Orden de la Estrella Polar de Suecia y Noruega. Murió el 6 de octubre de 1896, mientras se encontraba bajo sospecha de apoyar a los revolucionarios filipinos.